# Entwicklungsfarbstoffe
Die Entwicklungsfarbstoffe sind wasserunlösliche Azofarbstoffe zum Färben und Bedrucken von Cellulosefasern, die direkt auf der Faser durch Kuppeln einer wasserlöslichen Kupplungskomponente mit einer wasserlöslichen Diazoverbindung gebildet werden. Da das Färben der Entwicklungsfarbstoffe teilweise bei tiefen Temperaturen von 0–10 °C durchgeführt wird, bezeichnet man sie auch als Eisfarben. Diese Farbstoffklasse zeichnet sich durch eine sehr gute Nassechtheit aus.
Gelegentlich werden auch Beizenfarbstoffe und Küpenfarbstoffe, bei denen der schwer- oder unlösliche Farbstoff ebenfalls auf der Faser gebildet wird, den Entwicklungsfarbstoffen zugerechnet.

## Geschichte
Die ersten Versuche, wasserunlösliche Azofarbstoffe direkt auf der Baumwollfaser herzustellen, geht auf das Jahr 1880 zurück. Die Baumwolle wurde mit einer alkalischen Lösung von 2-Naphthol imprägniert und anschließend mit verschiedenen Diazo-Verbindungen beispielsweise aus Anilin, Toluidin, Xylidin oder Naphthylamin, behandelt. Problematisch war jedoch die geringe Affininät von Natrium-2-naphtholat. Der Durchbruch für diese Farbstoffklasse gelang 1912 mit der Entwicklung von 3-Hydroxynaphthalin-2-carbonsäureanilid (Naphthol AS). In der Folgezeit wurden eine Reihe weiterer Kupplungskomponenten entwickelt, mit denen in Kombination verschiedener Diazokomponenten, den sogenannten Echtbasen, Farbtöne aus dem gesamten Farbenspektrum von Gelb, über Orange, Scharlach und Rot, bis zu Blau erzielt werden konnten. Mit der Entwicklung der Reaktivfarbstoffe ab 1956 ging die Bedeutung der Entwicklungsfarbstoffe zurück.

## Chemische Eigenschaften
Naphthol AS und Naphthol AS-Derivate, die alkalisch als Anion wasserlöslich sind und eine gute Affinität zur Cellulose besitzen, werden auf der Faser mit Diazobenzol, bzw. Diazobenzolderivaten umgesetzt. Dabei entstehen Azofarbstoffe, bei denen die Acidität der Hydroxygruppe in o-Stellung zur Azogruppe stark abgeschwächt ist. Sie sind daher nahezu wasserunlöslich und besitzen eine sehr gute Nassechtheit. Der Färbeprozess erfolgt stufenweise. Im ersten Schritt wird das Färbegut mit einer alkalischen Lösung der Kupplungskomponente imprägniert und gegebenenfalls getrocknet. Anschließend wird das imprägnierte Färbegut im sogenannten Entwicklungsschritt mit einer Diazoniumsalzlösung behandelt. Abschließend wird die Färbung gespült und gewaschen.

### Kupplungskomponenten
Neben der wichtigsten Kupplungskomponente, der Stammverbindung Naphthol AS, wurden weitere Naphthol-AS-Derivate entwickelt, bei denen es sich meist um unterschiedliche Anilide der 3-Hydroxynaphthalin-2-carbonsäure handelt. Um gelbe Nuancen zu erzielen, werden daneben Anilide der Acetessigsäure verwendet (z. B. C.I. Azoic Coupling Component 35). Mit Carbazol- oder Dibenzofuran-Derivaten wie beispielsweise den Aniliden der 2-Hydroxycarbazol-1-carbonsäure oder der 2-Hydroxydibenzofuran-3-carbonsäure können Brauntöne gefärbt werden.
Nach der Systematik des Colour Index werden die Kupplungskomponenten der Entwicklungsfarbstoffe als C.I. Azoic Coupling Component bezeichnet.
| Trivialname    | C.I-Bezeichnung C.I. Nummer                 | IUPAC                                                                   | Strukturformel | CAS        | Wikidata  |
| -------------- | ------------------------------------------- | ----------------------------------------------------------------------- | -------------- | ---------- | --------- |
| Naphthol AS    | C.I. Azoic Coupling Component 2 C.I. 20470  | 3-Hydroxy-N-phenyl-2-naphthamid                                         |                | 135-62-6   | Q25387080 |
| Naphthol AS-OL | C.I. Azoic Coupling Component 20 C.I. 37530 | 3-Hydroxy-N-(2-methoxyphenyl)-2-naphthamid                              |                | 92-77-3    | Q72484914 |
| Naphthol AS-LG | C.I. Azoic Coupling Component 35 C.I. 37615 | 3,3′-(1,4-Phenylen)bis[N-(5-chlor-2,4-dimethoxyphenyl)-3-oxopropanamid] |                | 92-21-7    | Q82869185 |
| Naphthol AS-LB | C.I. Azoic Coupling Component 15 C.I. 37600 | N-(4-Chlorphenyl)-2-hydroxy-9H-carbazol-1-carboxamid                    |                | 23077-61-4 | Q72451815 |
| Naphthol AS-DB | C.I. Azoic Coupling Component 16 C.I. 37605 | N-(2,5-Dimethoxyphenyl)-2-hydroxydibenzo[b,d]furan-3-carboxamid         |                | 132-62-7   | Q72468324 |

### Diazokomponenten
Die aromatischen Amine, die als Diazokomponenten für Entwicklungsfarbstoffe Verwendung finden, werden auch als Echtbasen bezeichnet, bei den entsprechenden Diazoniumverbindungen handelt es sich um die Echtsalze.
Die Diazoverbindungen der Entwicklungsfarbstoffe werden nach dem Colour Index als C.I. Azoic Diazo Component bezeichnet.
| Trivialname          | C.I-Bezeichnung C.I. Nummer              | IUPAC                                                    | Strukturformel | CAS        | Wikidata   |
| -------------------- | ---------------------------------------- | -------------------------------------------------------- | -------------- | ---------- | ---------- |
| Echtscharlachsalz GG | C.I. Azoic Diazo Component 3 C.I. 37010  | 2,5-Dichlorbenzoldiazonium                               |                | 15470-55-0 | Q27283602  |
| Echtrotsalz 3GL      | C.I. Azoic Diazo Component 9 C.I. 37040  | 4-Chlor-2-nitrobenzoldiazonium                           |                | 27165-22-6 | Q27285732  |
| Variaminblausalz B   | C.I. Azoic Diazo Component 35 C.I. 37255 | 4-[(4-Methoxyphenyl)amino]benzoldiazonium                |                | 32445-13-9 | Q126600662 |
| Echtschwarzsalz K    | C.I. Azoic Diazo Component 38 C.I. 37190 | 2,5-Dimethoxy-4-[(4-nitrophenyl)diazenyl]benzoldiazonium |                | 27766-47-8 | Q82864024  |

Da die Diazotierung der aromatischen Amine in den Färbereien zum Teil schwierig ist, gibt es folgende alternativen Möglichkeiten:
- Stabilisierte Diazosalze:
 Diazoniumsalze sind in der Regel nicht isolierbar und in getrockneter Form explosiv. Sie lassen sich jedoch mit geeigneten Gegenanionen stabilisieren. So sind beispielsweise Zinkchlorid-Doppelsalze oder Naphthalinsulfonate von Diazoniumverbindungen so stabil, dass man sie isolieren, trocknen und lagen kann. Diese stabilisieren Diazosalze werden auch als Echtsalze bezeichnet.[3]
- Rapidechtfarbstoffe:
 Die Diazoniumsalze werden in die trans-Diazotate überführt und mit den Naphthol AS-Verbindungen gemischt. Die alkalische wässrige Lösung dieser Mischung wird auf die Faser aufgebracht und durch Zugabe von Säure entwickelt. Durch den Säurezusatz wird das Diazonium/Diazotat-Gleichgewicht zum Diazonium-Ion verschoben, das dann schnell die Kupplungsreaktion eingeht.[3]

- Rapidogenfarbstoffe:
 Bei den Rapidogenfarbstoffen werden die instabilen Diazoniumverbindungen mit einem primären oder sekundären aliphatischen oder aromatischen Amin in eine Diazoaminoverbindung (Triazen) überführt, die bei höherem pH-Wert recht stabil sind. Diese werden dann im Gemisch mit einem Naphthol AS auf die Cellulose aufgebracht. Bei Behandlung mit Säure wird die Diazoniumverbindung wieder freigesetzt und kuppelt zum Farbstoff.[3]

- Rapidazolfarbstoffe:
 Bei diesen Farbstoffen wird das Diazoniumsalz als Aryldiazosulfonat stabilisiert. Diese werden im Gemisch mit Naphthol AS-Derivaten auf die Faser aufgebracht und können mit Dampf, bevorzugt in Gegenwart eines Oxidationsmittels, wie z. B. Natriumchromat, entwickelt werden.[5]

## Externe Links zu erwähnten Verbindungen
1. ↑  Externe Identifikatoren von bzw. Datenbank-Links zu 2-Hydroxycarbazol-1-carbonsäure:  CAS-Nr.: 23077-32-9, EG-Nr.: 245-418-6, ECHA-InfoCard: 100.041.274, PubChem: 89992, ChemSpider: 81239, Wikidata: Q83047950.
2. ↑  Externe Identifikatoren von bzw. Datenbank-Links zu 2-Hydroxydibenzofuran-3-carbonsäure:  CAS-Nr.: 118-36-5, EG-Nr.: 204-247-7, ECHA-InfoCard: 100.003.862, PubChem: 67042, ChemSpider: 60393, Wikidata: Q83018550.